# Діброва (заказник, Олевський район)
Діброва — ботанічний заказник місцевого значення. Об'єкт розташований на території Олевського району Житомирської області, ДП «Олевське ЛГ», Руднянське лісництво, кв. 69, 70,77, 82, 84, 85..
Площа — 698 га, статус отриманий у 2001 році.